# Pieve Tesino
Pieve Tesino é uma comuna italiana da região do Trentino-Alto Ádige, província de Trento, com cerca de 771 habitantes. Estende-se por uma área de 74 km², tendo uma densidade populacional de 10 hab/km². Faz divisa com Tesero, Panchià, Ziano di Fiemme, Cavalese, Castello-Molina di Fiemme, Canal San Bovo, Castello Tesino, Telve, Scurelle, Cinte Tesino, Bieno, Strigno, Ivano-Fracena e Ospedaletto.